# 聖奧古斯丁教堂 (曼哈頓)
聖奧古斯丁教堂（St. Augustine's Church）是美國紐約市的一座教堂，位於下東城亨利街290號。2021年，這座教堂有46位成員。這座教堂始建於1819年。1966年，這座建築被列入紐約市地標。

## 外部連結
- 维基共享资源上的相關多媒體資源：聖奧古斯丁教堂
- Official website （页面存档备份，存于）
- St. Augustine's/All Saints records at Trinity Wall Street Archives （页面存档备份，存于）